# Agent Orange (videogioco)
Agent Orange è un videogioco sparatutto a scorrimento pubblicato nel 1987 per Amstrad CPC, Commodore 64 e ZX Spectrum dalla A'n'F Software di Londra. Si controlla la navicella di un agricoltore spaziale che, oltre a combattere navicelle nemiche, deve curare i propri raccolti sulla superficie planetaria.
Il nome si riferisce all'Agente Arancio, un diserbante realmente utilizzato nella Guerra del Vietnam, che qui dà il nome a un super diserbante alieno, il cui ritrovamento è l'obiettivo finale.

## Modalità di gioco
Il giocatore è al comando di un'astronave madre, che fa da base di appoggio e inizia con una dotazione limitata di navicelle. Con un menù di testo può viaggiare tra 8 pianeti coltivabili, di crescente difficoltà, ma tutti piuttosto simili. Con apposito comando si può lanciare una navicella e passare all'azione sulla superficie dell'attuale pianeta, finché non si decide di rientrare o si viene abbattuti.
La navicella è vista dall'alto su uno scenario a scorrimento orizzontale nei due sensi. Si può muovere e sparare in tutte le 8 direzioni, combattendo navicelle aliene che hanno capacità analoghe. Il giocatore può seminare al volo le proprie piante consumando la riserva trasportata di semi. Nuovi baccelli di semi si liberano dai nemici distrutti. Gran parte del terreno è inizialmente libero, ma ci sono anche crateri e strutture non coltivabili. Altre piante infestanti si diffondono e impediscono la crescita di quelle del giocatore, fino anche a rendere un pianeta inutilizzabile; quelle piantate dagli avversari alieni possono essere distrutte sparando in modalità a corto raggio, mentre le piante indigene sono permanenti.
Le proprie piante si possono raccogliere passandoci sopra, quando sono mature ossia quando raggiungono il giusto colore. Superare la capacità di carico della navicella ne causa però la distruzione. Le piante seminate crescono e si moltiplicano da sole, seguendo uno schema analogo a quello del Gioco della vita. Se si distribuisce bene la densità di piante si può quindi ottenere una buona coltivazione consumando meno semi; raccoglierle in modo moderato può anche favorirne la crescita.
Quando la navicella rientra all'astronave madre, che si trova sempre atterrata sulla superficie del pianeta, si torna al menù e si aggiunge il raccolto al carico. Se tutti i nemici sul pianeta sono stati eliminati si può viaggiare al proprio pianeta natale, dove il raccolto viene venduto ed è possibile comprare altre navicelle sempre più potenti.
Dall'astronave madre è possibile anche il salvataggio della partita.

## Accoglienza
Agent Orange ricevette a suo tempo giudizi variabili dalla critica europea, da alcuni molto negativi fino ad altri sicuramente positivi, ma non eccelsi.
L'idea del gioco poteva apparire originale e aggiungeva una componente strategica, ma spesso veniva criticato per essere un ordinario sparatutto carente nel gameplay.